# Зебрахед
Зебрахед (на английски: Zebrahead) е американска рок група от Ориндж Каунти, Калифорния, която свири в жанрове като пънк рок, поп пънк, алтернативен рок, алтернативен метъл, рапкор и фънк метъл.

## Членове на групата

### Сегашни Членове
- Али Табатабаее – вокалист (1996-момента)
- Мати Леуис – ритъм китарист (2005-момента)
- Грег Бургдорф – китарист (1996-момента)
- Бен Осмъндсън – бас китарист (1996-момента)
- Ед Удхъс – барабанист (1996-момента)

### Бивши Членове
- Джъстин Марило – ритъм китарист и певец (1996 – 2004)
- Лион Харт – соло китарист (2010 – 2010)
- Джеф Хард – Б вокалист (1996 – 2005)

### Турнени Членове
- Холард Бенсън – клавиатури (1998 – 2000, 2008)
- Джейсън Фрииси – клавиатури и пиано (2006-момента)
- Крис Дали – барабанист (2008 – 2008)
- Дан Ригън от Reel Big Fish – тромбон (2006-момента)
- Джон Крисчънсън от Reel Big Fish – тромпет (2006-момента)
- Дан Палмър от Death By Stereo – китарист (2010 – 2010)

## Албуми
- Zebrahead (1998)
- Waste Of Mind (1998)
- Playmate Of The Year (2000)
- MFZB (2003)
- Waste Of MFZB (2004)
- Broadcast To The World (2006)
- Phoenix (2008)
- Panty Raid (2009)
- Get Nice (2011)

## EP Албуми
- Stupid Fat Americans (2001)
- Not The New Album EP (2008)

## Сингли
- Get Back (1998)
- The Real Me (1998)
- His World (2006)
- Girlfriend [Rock Version] (2009)
- Ready Steady Go (2012)